# Fem sånger opus 12
Fem sånger opus 12 is een liederenbundel gecomponeerd door Agathe Backer-Grøndahl. 
Na één klein uitstapje naar werkjes voor piano solo in opus 11, keerde Backer-Grøndahl terug naar de liederen. Het werd opnieuw een verzameling toonzettingen van Zweedse gedichten. De verzameling werd dan ook uitgegeven door de Zweedse uitgeverij van Abraham Hirsch aan wie de verzameling ook is opgedragen. Het is dan ongeveer 1882.
De vijf liederen in deze bundel zijn:
- Fiskaren sjunger i sin båt om qvällen på hafvet op tekst van Zacharias Topelius in andante
- Ensamhet op tekst van Topelius in poco andantino
- Vaggvisa op tekst van Johan Ludvig Runeberg in tranquillo (maatslag 116)
- Serenaden op tekst van Runeberg in allegretto tranquillo
- Spinnvisa op tekst van Topelius in allegretto leggiero

Agathe Backer-Grøndahl heeft Spinnvisa zelf uitgevoerd op 18 april 1883 met zangeres Ida Basilier-Magelssen. 